# ديفيد سام
ديفيد سام (بالإنجليزية: David Sam)‏ هو محامي وقاضي وضابط أمريكي، ولد في 12 أغسطس 1933 في هوبارت في الولايات المتحدة.